# Una vita a metà/Mmm!?!
Una vita a metà/Mmm!?! è un singolo di Giancarlo Giannini e Oliver Onions, pubblicato nel 1974 dalla RCA Italiana.

## Una vita a metà
Una vita a metà è un brano scritto da Susan Duncan Smith, Cesare De Natale, Sergio Corbucci su musica Guido e Maurizio De Angelis e cantato da Giancarlo Giannini. Il brano fu utilizzato per i titoli di testa del film Il bestione, diretto da Corbucci e interpretato da Giannini.

## Mmm!?!
Mmm!?! è la canzone pubblicata sul lato B del singolo, composta dai fratelli De Angelis, brano anch'esso presente nel film nella scena dell'osteria.